# قرة تبة سبلان (سردابة)
قرة تبة سبلان (بالفارسية: قره‌تپه سبلان) هي قرية تقع في إيران في أردبيل. يقدر عدد سكانها بـ 877 نسمة .